# Tina Lutz
Tina Lutz (n. 25 octombrie 1990, München, Germania) este o sportivă ce a reprezentat Germania, medaliată olimpică. A participat la o ediție a Jocurilor Olimpice (2020) în care a câștigat o medalie de argint.

## Participări
Lista de mai jos prezintă principalele competiții la care a participat Tina Lutz de-a lungul carierei.
- Jocurile Olimpice de vară din 2020[1]